# 栾川乡
栾川乡，是中华人民共和国河南省洛陽市栾川县下辖的一个乡镇级行政单位。

## 行政区划
栾川乡下辖以下地区：
罗庄村、七里坪村、方村村、寨沟村、养子口村、养子沟村、范营村、湾滩村、堂上村、朝阳村、百炉村、雷湾村、双堂村、后坪村和西河村。